# Graffigny-Chemin
Graffigny-Chemin is een gemeente in het Franse departement Haute-Marne (regio Grand Est) en telt 232 inwoners (2005). De plaats maakt deel uit van het arrondissement Chaumont.

## Geografie
De oppervlakte van Graffigny-Chemin bedraagt 17,1 km², de bevolkingsdichtheid is 13,6 inwoners per km².
De onderstaande kaart toont de ligging van Graffigny-Chemin met de belangrijkste infrastructuur en aangrenzende gemeenten.

## Demografie
Onderstaande figuur toont het verloop van het inwonertal (bron: INSEE-tellingen).